# 1963 au Québec
Cet article traite des événements survenus en 1963 au Québec. 

## Événements

### Janvier
- 15 janvier : ouverture de la première session de la 27e législature. Le Discours du Trône annonce les mesures pour nationaliser l'électricité, la création d'un Code du Travail et la mise en place de l'organisation d'Expo 67[1].
- 17 janvier : le Conseil de l'Instruction publique fait connaître son projet de réforme du cours primaire, qui aurait maintenant une durée de 6 ans[2].
- 29 janvier : Gérard Filion devient le premier directeur de la Société générale de financement[3].

### Février
- 1er février : André Laurendeau devient le nouveau rédacteur en chef du Devoir[4].
- 23 février -  un cocktail Molotov est jeté dans une fenêtre du poste de radio de langue anglaise CKGM de Montréal[5]. Le Réseau de résistance revendique l'attentat
- Fin février -  fondation du Front de libération du Québec (FLQ) par Gabriel Hudon, Georges Schoeters et Raymond Villeneuve, qui se sont connus par l'intermédiaire du Réseau de résistance[6].

### Mars
- 3 mars : lors d'un congrès spécial, le RIN devient officiellement un parti politique. Son chef, Guy Pouliot, annonce qu'il présentera des candidats aux prochaines élections[7].
- 8 mars : le FLQ commet son premier attentat[8].
- 13 mars : le lis blanc est reconnu par l'Assemblée législative comme emblème floral officiel du Québec[9].
- 29 mars : 
  - on annonce officiellement que le site d'Expo 67 se situera sur l'île Sainte-Hélène, dont la superficie sera augmentée de 310 acres. Le métro sera prolongé jusqu'à Longueuil pour accommodement[10].
  - un attentat pulvérise le monument de Wolfe sur les Plaines d'Abraham[11].
- 31 mars : création de la ville minière de Matagami en Abitibi[12].

### Avril
- 1er avril : le FLQ fait sauter trois bombes : une à l'édifice de l'impôt fédéral à Montréal, une à la gare du CN, et une qui sectionne le chemin de fer à Lemieux. Cette dernière retarde d'une heure le train électoral de Diefenbaker[13].
- 8 avril : le Parti libéral remporte l'élection fédérale et Lester B. Pearson devient le nouveau premier ministre du Canada. Au Québec, le résultat est de 47 libéraux, 20 créditistes et 8 conservateurs. Le nouveau gouvernement sera minoritaire[14].
- 12 avril : opération conjointe de la Gendarmerie royale du Canada (GRC) et de la police de Montréal[15]. Des dizaines de perquisitions sont effectuées contre des militants indépendantistes. Vingt personnes sont arrêtées et interrogées dont Raoul Roy, Édouard Cloutier et Jacques Lucques. (L'événement est surnommé la « razzia du Vendredi saint ».)[16].
- 21 avril : une bombe saute derrière le centre de recrutement de l'armée canadienne à Montréal et tue le veilleur de nuit Wilfrid O'Neil[17].
- 23 avril : la Commission Parent sur l'éducation dépose la première tranche de son rapport. Elle préconise la création d'un ministère de l'Éducation et d'un Conseil supérieur de l'éducation dotés des pleins pouvoirs[18].

### Mai
- 7 mai : Jean Lesage inaugure la Maison du Québec à Londres[19].
- 17 mai : dix bombes sont déposées dans des boîtes aux lettres de Westmount et 5 d'entre elles explosent. Un sergent, qui tentait d'en désamorcer une, la fait sauter accidentellement et doit être amputé d'un bras[20].
- 20 mai : le jour de célébration du Victoria Day, 75 bâtons de dynamite explosent contre un mur de la salle d'armes du 1er bataillon des services techniques de l'Armée canadienne à Montréal (surnommé « opération Chénier » par le FLQ, en l'honneur de Jean-Olivier Chénier)[21].
- 22 mai : le gouvernement offre gratuitement une forêt à l'Université Laval. D'une superficie de 25 milles carrés et située dans le Parc des Laurentides, elle portera le nom de Forêt Montmorency[22].
- 26 mai - Léopold Dion, accusé du meurtre de 4 enfants, est arrêté à Québec. Il sera bientôt surnommé le monstre de Pont-Rouge[23].

### Juin
- 2 juin : huit felquistes sont arrêtés dont Raymond Villeneuve et Georges Schoeters[24].
- 6 juin : le Conseil de la fonction publique demande le droit d'association et le droit de grève[25].
- 26 juin : Jean Lesage dépose le projet de loi 60 devant créer un ministère de l'Éducation[26].

### Juillet
- : création de l'Armée de libération du Québec (ALQ)[27].
- 3 juillet : René Lévesque annonce une baisse du tarif d'électricité pour les usagers d'Hydro-Québec[28].
- 11 juillet : la session est prorogée[29].
- 13 juillet : une charge de dynamite renverse le monument de Victoria au Parc Victoria de Québec[30].
- 22 juillet : Lester B. Pearson annonce l'établissement d'une commission d'enquête sur l'état du bilinguisme et du biculturalisme au Canada. Elle sera présidée par André Laurendeau et Davidson Dunton, recteur de l'université Carleton[31].

### Août
- 21 août : ouverture de la deuxième session de la 26e législature. Il s'agit d'une session spéciale visant à étudier un projet de loi concernant les prêts municipaux. Elle se terminera le 23 août[9].
- 23 août : l'Assemblée législative adopte une motion visant à établir dans les plus brefs délais un régime universel de retraite propre au Québec[32].
- 22 août : une bombe explose sous le pont ferroviaire du Canadien Pacifique (CP) près de Kahnawake[30].
- 26 août : vol de 700 bâtons de dynamites au chantier de construction de l'autoroute 15, près de Saint-Sauveur[30].

### Septembre
- 21 septembre : inauguration de la Place des Arts à Montréal[33].
- 24 septembre : trois anciens ministres de l'Union nationale, Joseph-Damase Bégin, Gérald Martineau et Antonio Talbot, sont accusés de diverses fraudes, évaluées à $310 000[34].
- 25 septembre : Eric Kierans, nouveau ministre du Revenu, remporte l'élection partielle de Notre-Dame-de-Grâce[9].
- 27 septembre : Judy LaMarsh, ministre de la Santé à Ottawa, fait sentir son opposition au projet de régime de retraite québécois en déclarant que ""le Québec s'achemine vers le nazisme"[35].
- 29 septembre : Paul Gérin-Lajoie assure que la loi 60 garantira la confessionalité des écoles[36].

### Octobre
- 7 octobre : quatre felquistes, dont Raymond Villeneuve et Georges Schoeters sont reconnus coupables du meurtre de Wilfrid O'Neil[37].

### Novembre
- 21 novembre : lors de son congrès spécial, la FTQ conclut une entente avec le Congrès du Travail du Canada (CTC), lui donnant une structure qui lui permettra de devenir une véritable centrale syndicale[38].
- 27 novembre : début à Québec du procès de Léopold Dion, le monstre de Pont-Rouge, soupçonné d'avoir assassiné 4 enfants[39].
- 29 novembre : quelques minutes à peine après avoir décollé de l'aéroport de Dorval, un DC-8F d'Air Canada s'écrase près de Sainte-Thérèse de Blainville, faisant 118 morts, soit sept membres d'équipage et 111 passagers. Il s'agit de la plus grosse tragédie aérienne survenue au Canada à ce jour[40]. Les conclusions de l'enquête, divulguées en décembre 1964 ne permettent pas d'établir avec précision les causes de l'écrasement.

### Décembre
- 5 décembre : lancement du livre de Jacques Hébert, J'accuse les assassins de Coffin, qui relance le débat sur l'affaire Wilbert Coffin[41].
- 13 décembre : Léopold Dion est reconnu coupable de meurtre et est condamné à mort[42].

## Naissances
- 1963 - Fleg (caricaturiste) († 1er août 2025)
- 3 janvier - Chantal Lamarre (actrice et animatrice)
- 10 janvier - Normand Léveillé (joueur de hockey)
- 11 janvier - Pierre-Michel Auger (homme politique)
- 13 janvier - Daniel Brière (acteur et metteur en scène)
- 18 janvier - Maxime Bernier (homme d'affaires et homme politique)
- 13 février - Luc Dufour (joueur de hockey)
- 15 février - Serge Lamothe (écrivain)
- 24 février - Line Beauchamp (femme politique)
- 25 février - Patrice Roy (journaliste)
- 4 mars - Gilles Thibaudeau (joueur de hockey)
- 7 mars - Claude Vilgrain (né en Haïti) (joueur de hockey)
- 7 mars - Paul Sarrasin (acteur et animateur de la radio)
- 9 mars - Jean-Marc Vallée (réalisateur de cinéma) († 25 décembre 2021)
- 16 mars
  - Christian Bégin (animateur et comédien)
  - Stéphan Côté (acteur, compositeur, musicien, magicien)
- 27 mars - Jean-Marc Lanthier  (joueur de hockey)
- 8 avril - Pascal Henrard (auteur et scripteur)
- 20 avril - Claude Verret (joueur de hockey)
- 21 avril - Roy Dupuis (acteur)
- 27 avril - Cali Timmins (actrice)
- 30 avril - Marc Pageau (scénariste et dessinateur)
- 8 mai - Sylvain Cossette (auteur-compositeur-interprète et réalisateur)
- 18 mai - Dominique Poirier (journaliste)
- 22 mai - Manon Massé (militante féministe, organisatrice communautaire et femme politique)
- 26 mai - Claude Legault (acteur)
- 28 mai - José Claer (poète et écrivain) († 4 janvier 2025)
- 6 juin - Bernard Drainville (homme politique)
- 10 juin - Benoît Joly (scénariste et dessinateur)
- 15 juin - Mario Gosselin  (joueur de hockey)
- 18 juillet - Denis Trudel (acteur et homme politique)
- 25 juillet - Denis Coderre (homme politique et maire de Montréal)
- 28 juillet - Gag (André Gagnon) (auteur de bande dessinée)
- 9 septembre - Jean D'Amour (homme politique)
- 3 octobre - André Robitaille (acteur et animateur)
- 13 octobre - Isabelle Gélinas (actrice)
- 20 octobre - Julie Payette (astronaute)
- 26 octobre - Tom Cavanagh (acteur)
- 4 novembre - Michel Therrien (joueur et entraîneur de hockey)
- 18 novembre - Violette Chauveau (actrice)
- 22 novembre - Benoît Sauvageau (homme politique) († 28 août 2006)
- 1er décembre
  - Nathalie Lambert (patineuse de vitesse)
  - Yves St-Denis (homme politique) († 19 janvier 2024)
- 6 décembre - Marc-André Coallier (animateur)
- 9 décembre - Dave Hilton, Jr. (boxeur)
- 18 décembre - Isabelle Duchesnay (patineuse artistique)

## Décès
- 19 janvier - Édouard Lacroix (industriel, homme d'affaires et homme politique) (º 6 janvier 1889)
- 7 février - Ésioff-Léon Patenaude (homme politique) (º 12 février 1875)
- 15 mars - Georges-Octave Poulin (homme politique) (º 20 août 1894)
- 29 mars - Gaspard Fauteux (ancien lieutenant-gouverneur du Québec) (º 27 août 1898)
- 16 avril - Cyrille Baillargeon (homme d'affaires et homme politique) (º 20 janvier 1879)
- 3 mai - Omer Héroux (journaliste) (º 8 septembre 1876)
- 15 mai - Rolande Désormeaux (chanteuse et animatrice) (º 27 juillet 1926)
- 23 mai - Paul Earl (homme politique) (º 27 septembre 1893)
- 5 juin - Donat Raymond (homme politique et joueur de hockey) (º 3 janvier 1880)
- 27 juillet - Émile Lesage (homme politique) (º 8 février 1904)
- 23 août - James Arthur Mathewson (homme politique) (º 26 juin 1890)
- 8 septembre - Leslie Gordon Bell (homme politique) (º 4 décembre 1889)
- 5 octobre - Philippe Adam  (homme politique) (º 7 octobre 1886)
- 28 octobre - Louis Lachance (historien) (º 18 février 1899)

### Articles généraux
- Chronologie de l'histoire du Québec (1960 à 1981)
- L'année 1963 dans le monde
- 1963 au Canada

### Articles sur l'année 1963 au Québec
- Élection fédérale canadienne de 1963
- Front de libération du Québec